# 死なばもろとも
『死なばもろとも』（しなばもろとも）は、ガーシー（東谷義和）によって著された本。

## 概要
2022年8月2日に幻冬舎から発売。
箕輪厚介が企画して編集した。箕輪厚介も東谷義和のチャンネルの動画をよく見ていた。東谷義和は箕輪厚介をTwitterでフォローしていた。東谷義和がフォローするのは暴露する予定で宣戦布告した人であった。このため箕輪厚介も暴露される予定だと思ってたがそうではなかった。箕輪厚介は、与沢翼や堀江貴文やカルロス・ゴーンなど逸脱した人物の本を書いてきたが、それからはビジネスの書籍を書いてヒットすることから有名な起業家とグルメを楽しむなどホワイトな環境に身を置いていた。このような権威の有る場に身を置くのは編集者としては良くないと思い、面白いものはグレーゾーンにあると思い、その時に東谷義和に興味を持っていたために本の製作をすることとした。
内容は大阪弁で書かれ、多くの芸能人や経営者のスキャンダルが実名で書かれている。これまでYouTubeのチャンネルでは扱ってこなかった長瀬智也や堂本光一もある。
初版は5万部で異例であった。発売前に7万部突破。7月14日時点でAmazonベストセラー1位。8月9日のトーハン調べの週間ベストセラーのエンターテイメントの1位。8月のうちに10万部突破。